# Кузнецов, Андрей Борисович
Андре́й Бори́сович Кузнецо́в (род. 9 января 1988, Ульяновск, СССР) — российский футболист, защитник.

## Карьера

### Клубная
Воспитанник московского «Локомотива», в составе дубля играл с 2005 года. На правах аренды выступал за иркутскую «Звезду» и «Сибирь». В составе «железнодорожников» сыграл один матч в Кубке УЕФА 2007/08 5 декабря 2007 года против «Панатинаикоса» (0:2). Просматривался «Томью», однако переходить в клуб раздумал после приглашения на сбор с основной командой «железнодорожников». В 2009—2012 годах был игроком клуба «Локомотив-2». В сезоне 2012/13 выступал за «Химки». 2014 год провёл в ульяновской «Волге» и курском «Авангарде». В 2015—2017 годах защищал цвета клуба «Спартак-Нальчик», после чего пополнил ряды «Ротора». Зимой 2018 года перешёл в «Тюмень». В июле того же года вернулся в Ульяновск. Завершил карьеру в 2019 году в «Муроме».

### В сборной
Привлекался в юношескую сборную до 19 лет, выступал на чемпионате Европы 2007 года, где провёл единственный матч против сборной Германии (2:3).

## Достижения
- Победитель зоны «Юг» Второго дивизиона: 2015/16
- Серебряный призёр зоны «Урал-Поволжье» Второго дивизиона: 2013/14
- Бронзовый призёр зоны «Запад» Второго дивизиона: 2010